# Malcolm Cecil
Malcolm Cecil (Londres, 9 de enero de 1937 – 28 de marzo de 2021) fue un bajista y productor discográfico británico, ganador de un Premio Grammy por su trabajo en el disco Innvervisions de Stevie Wonder.

## Biografía
Nacido en Londres, Cecil fue uno de los miembros fundadores del quinteto The Jazz Couriers, antes de trabajar en diversas agrupaciones de jazz con Dick Morrissey, Tony Crombie y Ronnie Scott en las décadas de 1950 y 1960. Más tarde trabajó con Cyril Davies y Alexis Korner para formar la alineación original del grupo Blues Incorporated. Como productor se destacó su trabajo con Stevie Wonder, lo que le valió un Premio Grammy por su desempeño en el disco Innervisions. Junto con el productor Robert Margouleff se encargó del diseño de TONTO (The Original New Timbral Orchestra), el sintetizador análogico más grande del mundo.
Cecil falleció el 28 de marzo de 2021 a los ochenta y cuatro años.

## Discografía

### Como solista
- 1981: Radiance

### Colaboraciones
- 1961: It's Morrissey, Man! – Dick Morrissey Quartet
- 1961: The Tony Crombie Orchestra
- 1961: Let's Take Five – Emcee Five
- 1962: Bebop from the East Coast – Emcee Five
- 1971: Where Would I Be? – Jim Hall Trio
- 1973: 3+3 – The Isley Brothers
- 1974: Live It Up – The Isley Brothers
- 1975: The Heat Is On – The Isley Brothers
- 1976: Harvest for the World – The Isley Brothers
- 1977: Motivation Radio – Steve Hillage
- 1978: Secrets – Gil Scott-Heron (con Brian Jackson)
- 1980: 1980 – Gil Scott-Heron (con Brian Jackson)
- 1980: Real Eyes – Gil Scott-Heron
- 1981: Reflections – Gil Scott-Heron
- 1982: Moving Target – Gil Scott-Heron
- 1983: Shut 'Um Down; Angel Dust – Gil Scott-Heron
- 1994: Spirits – Gil Scott-Heron
- 1996: A Jazzy Christmas – Bill Augustine
- 2009: A Jazzy Christmas 2 – Bill Augustine
- 2011: We're New Here – Gil Scott-Heron (con Jamie xx)

### Como productor

#### Con Stevie Wonder
- 1972: Music of My Mind
- 1972: Talking Book
- 1973: Innervisions
- 1974: Fulfillingness' First Finale
- 1991: Jungle Fever